# Salmonellose der Schweine
Die Salmonellose der Schweine ist eine Allgemeinerkrankung des Schweins, die vor allem durch die beiden Salmonellen-Serovare von Salmonella enterica: S. enterica ssp. enterica ser. choleraesuis (Salmonella choleraesuis) und S. enterica ssp. enterica ser. Typhisuis (Salmonella typhisuis) verursacht wird. 20 % der Salmonellosen beim Menschen werden auf diese Erreger zurückgeführt. Auch S. enterica ssp. enterica ser. derby (S. derby) hat sich in gewissem Umfang an das Schwein angepasst. Wie fast alle Salmonella-Infektionen ist die Erkrankung in Deutschland meldepflichtig (Ausnahme Rinder-Salmonellose). In Österreich besteht Überwachungspflicht, in der Schweiz gehört sie zu den zu bekämpfende Seuchen (Tierseuchen der Gruppe 3).

## Verbreitung
S. choleraesuis ist in Osteuropa, den USA und Asien verbreitet. Innerhalb Deutschlands kommt es vor allem im Osten vor, im Westen dagegen kaum. Neben dem Hausschwein ist auch das Wildschwein empfänglich.
S. typhisuis  hat allgemein nur geringe Verbreitung.
Für die Lebensmittelhygiene sind jene Erreger weit gefährlicher, die beim Schwein keine klinische Bedeutung haben, aber für den Menschen gefährlich werden können.

## Krankheitsbild
Die Schweinesalmonellose verläuft als septische Allgemeinerkrankung und befällt vor allem Absatzferkel und Läufer bis 60 kg. Stress wirkt dabei begünstigend. Ältere Schweine fungieren als Keimträger, erkranken jedoch meist nicht. Je mehr die Salmonellen an das Schwein angepasst sind, desto gravierender die Symptome; nicht angepasste Serovare bewirken meist nur Durchfall. Es existieren sofort tödliche, akute, latente und chronische Verlaufsformen. Folgende Symptome treten auf:
- Fieber (S. choleraesuis)
- Blaufärbung der Rüsselscheibe, der Ohrmuscheln und der Bauchdecke (S. choleraesuis)
- Lungenentzündung (meist S. choleraesuis)
- Durchfall
- Aborte

Grundsätzlich sind Erkrankungen mit S. typhisuis eher schleichender Natur.

## Diagnose
Der klinische Verdacht muss durch weiterführende Untersuchungen bestätigt werden:
- Anreicherung auf Rappaport-Medium (S. choleraesuis)
- Unterscheidung der S.-choleraesuis-Varietäten America (Schwefelwasserstoff-negativ) und Kunzendorf (H-Antigen c fehlt)
- biochemische Abgrenzung von S. typhisuis und S. paratyphi C von S. choleraesuis  (gleiche H- und O-Antigene)
- Erfassung des Bestandes durch ELISA-Screening, vor allem mit Blick auf das für den Menschen gefährliche S. typhimurium.

## Bekämpfung und Prophylaxe
- Merzen aller kranken und kümmernden Tiere
- Bestandsbehandlung mit Antibiotika
- Impfung aller noch Gesunden mit einem Lebendimpfstoff (Sauen, Ferkel in der 4. Lebenswoche, Läufer) ⇒ geschlossene Impfdecke
- Einteilung der Bestände nach Salmonellen-Klassen; dies erfolgt durch Proben, die dem Schlachttier im Schlachthof entnommen werden
- Hygiene in allen Produktionsstufen, vom Ferkelerzeuger bis zur Fleischtheke

## Quelle
- Medizinische Mikrobiologie, Infektions- und Seuchenlehre von Rolle/Mayr, Enke Verlag Stuttgart (2007)